# Microsoft Windows 10のバージョン履歴/バージョン 1607
Microsoft Windows 10のバージョン履歴/バージョン 1607では、Microsoft Windows 10のバージョン履歴のうち、バージョン 1607の更新履歴について記述する。

## バージョン履歴
＊LTSB のみに配信されたビルドは掲載していない。
| Windows 10 バージョン 1607 プレビュービルド | Windows 10 バージョン 1607 プレビュービルド                                                 | Windows 10 バージョン 1607 プレビュービルド |
| OSビルド ブランチ                           | リリース日                                                                                  | 概要・新機能 |
| ------------------------------------------- | ------------------------------------------------------------------------------------------- | --- |
| 11082.1000 rs1_release                      | Fast リング: 2015年12月16日                                                                 | - Windows OneCore の構造改善。 - Microsoft Edgeにおける実験VP9サポート。 |
| 11099.1000 rs1_release                      | Fast リング: 2016年1月13日                                                                  | - Windows OneCore の構造改善。 - ビルド 11082で発生していた、コピーダイアログが表示されない問題の修正。 |
| 11102.1000 rs1_release                      | Fast リング: 2016年1月21日                                                                  | - Microsoft Edgeの戻る/進むボタンを右クリックした時に表示される履歴メニューの刷新。 |
| 14251.1000 rs1_release                      | Fast リング: 2016年1月27日                                                                  | - Windows 10 Mobileとのバージョン番号に一貫性を持たせた。 - Cortanaがメールでの約束や緊急・予定外の会議を記憶・通知できるようになった。 - Xbox Beta アプリの改善 |
| 14257.1000 rs1_release                      | Fast リング: 2016年2月3日                                                                   | - 新機能追加のための修正 |
| 14267.1000 rs1_release                      | Fast リング: 2016年2月18日                                                                  | - Windows 10 EducationユーザーもPreviewビルドを利用可能に。 - ミュージック検索アイコンをCortanaに追加。 - Microsoft Edgeのお気に入り、ダウンロード、履歴を改善。 - メッセージング や Skypeの会話に写真や場所を添付可能に |
| 14271.1000 rs1_release                      | Fast リング: 2016年2月24日                                                                  | - 新ビルドにアップグレードするとアプリのウィンドウの境界のアクセントカラーが黒になってしまう問題を修正 - Grooveのようなミュージックアプリのタスクバープレビューに表示されるミュージックコントロールのアイコンを高解像度でも鮮明になるよう修正 - フルスクリーン表示時にタスクバーが自動で隠れず、表示されてしまうことがある問題を修正 - 新ビルドにアップグレードするとプレゼンテーション中に通知をしない設定が消えてしまう問題を修正 - 通知表示時、テキストを入力するためのボタンが表示されない問題を修正 - いくつかのWin32アプリがスタートに表示されない問題を修正 - アクションセンターの全アプリのヘッダ部分で右クリックができるようになった - アクションセンターの特定のアプリからの通知を簡単に取り下げられるようになった - ピクチャーパスワードでのユーザー切り替えを高速化 - タスクバーやデスクトップ環境についていくつかの表示に関する問題を修正 |
| 14279.1000 rs1_release                      | Fast リング: 2016年3月4日                                                                   | - Cortanaがスペイン語(メキシコ)、ポルトガル語(ブラジル)、フランス語(カナダ)で利用可能になった。 - 詳細な質問無しにカスタムリマインダーをCortanaで保存可能になった。 - ログオン画面アニメーションの変更。 - 日本語IMEの変換候補とパフォーマンスの改善。 |
| 14291.1001 rs1_release                      | Fast リング: 2016年3月17日                                                                  | - マップアプリを軽量化、サイズ変更可能化、および一貫性のあるUIに変更し、基盤となるアーキテクチャの向上や新機能 - 日本語テキスト入力のための片手かなタッチキーボード - 日本語行モードテキスト入力キャンバス - Windows FeedbackアプリとInside HubアプリをFeedback Hubアプリへ統合 - 設定アプリ内の「ストレージ」で一時ファイルの種類を選択して削除可能に - アラーム・時計アプリの更新 - Microsoft Edgeの拡張機能追加、タブをピン化可能に、アドレスバーの右クリックメニューに「貼り付けて移動」「貼り付けて検索」を追加、VP9サポート |
| 14295.1000 rs1_release                      | Fast リング: 2016年3月25日 Slow リング: 2016年3月30日                                       | - Xbox OneまたはXbox 360コントローラーや他のゲームパッド接続時にフリーズする問題を修正 - パスワード入力欄でCaps Lockを押すとMicrosoft Edgeのタブが再読み込みされる問題を修正 - Xboxアプリと他のXbox Live有効アプリがアプリやゲームへのサインインを妨げる問題を修正 - Developer BranchのビルドでインストールされたKaspersky Internet Security、またはKaspersky Total Security Suiteが妨害されるドライバーのバグを修正 |
| 14295.1004 rs1_release                      | Slow リング: 2016年4月19日                                                                  | - バグ修正と安定性の向上 |
| 14295.1005 rs1_release                      | Slow リング: 2016年4月22日                                                                  | - CSRSS、セカンダリログオン、Microsoft XMLコアサービス、Microsoftグラフィックスコンポーネント、Microsoft EdgeおよびInternet Explorerのセキュリティアップデート |
| 14316.1000 rs1_release                      | Fast リング: 2016年4月6日                                                                   | ユーザー・エクスペリエンス全般 - UbuntuのBash機能を持つWindows Subsystem for Linuxを実装 - アクションセンターでアプリ通知の優先度を設定可能に - Dark and lightテーマモードを利用可能に - ウィンドウが全ての仮想デスクトップでピン留めできるようになった - Windows Updateに指定時間での自動再起動を防止する「アクティブ時間」を実装 - 新ビルドへのアップデートおよびアップグレードのセットアップ処理画面のデザインを同様なものにした - 新しいSkype UWPプレビュー版アプリ - 全ての絵文字を新しいデザイン基準で再デザイン - バッテリ使用量およびバッテリ節約、個々のアプリを管理する拡張機能を「バッテリ」設定ページに実装 - Continuum関係の機能を拡張した新しい接続アプリ - ユーザーはFeedback Hubでフィードバックにコメントできるようになった - 設定アプリにおいて「タイトルバーに色を表示」が「スタート、タスクバー、アクションセンターに色を表示」から分割された - ブルースクリーンにトラブルシューティングをより容易にするQRコードが含まれるようになった Cortana - PCにて有効なモバイルデバイスのバッテリが消耗しているとき、ユーザーに忠告するようになった - PC用CortanaがFind My Phoneをサポート。音量設定に関わらず着信する機能を含む - PCからCortanaが有効なモバイル機器でマップを共有できるようになった - Cortanaセットアップがより自動化され、シンプルになった Microsoft Edge - F12開発ツールのデバッグのためのツリービュー、DOM APIプロファイリング、機能の拡張 - Javascriptのデフォルトパラメータ、async/await、Object.values、Object.entries - ウェブサイトへのドラッグアンドドロップによるアップロード機能を追加 - Mozilla Firefoxからのブラウザのお気に入りをインポートする機能を追加 - ダウンロードが処理中であることをユーザーに知らせるようになった - ファイルの既定の保存先を選択できるようになった - OneNote ClopperやPin It Buttonなどの更新された拡張機能 |
| 14328.1000 rs1_release                      | Fast リング: 2016年4月22日                                                                  | ユーザー・エクスペリエンス全般 - Windows Inkを追加 - 仮想デスクトップをタッチパッドを使って4本の指でスワイプ切り替えできるようになった - 認証とアカウントコントロールUIを更新、Windows Hello、PIN、または認証によるサインイン機能を追加 - Skype UWP版プレビューアプリを更新 - ファイルエクスプローラーのアイコンデザインを変更 - 既定でファイルエクスプローラーがタスクバーにピン留めされなくなった - 日本語IMEの予測能力、入力履歴管理、クラウドのサジェスチョンを改善 - よく使うアプリの一覧と全てのアプリの一覧が単一の表示でスタートUIのトップに配置 - 電源、設定、ファイルエクスプローラーをスタートメニューの左ラインに常に表示 - 既定で最近追加されたセクションの表示数を1から3に変更 - スタートメニューに表示するようユーザーが選択した追加のフォルダーが、煩雑なメニューを使うことなくすぐに利用できるようになった タブレットモード - 全画面での全てのアプリ一覧が復活 - タブレットモードでタスクバーに自動で隠すオプションを追加 Cortana - Cortanaが設定通知や検索などの限られた機能でロック画面上で動作可能に - 通知に画像や連絡先から送られるコンテンツを設定可能に - OneDrive中のファイル検索機能 - マイクロソフトアカウントにサインインしなくても単純な質問に答えるようになった アクションセンター - アイコンを右端の角に配置、時計を表示、新しい通知が入ったときにアニメーションするようになった - 全て表示されていた類似の通知をグループ化するようになった - クイックアクションが追加、削除、サイズ変更できるようになった - Wi-Fiクイックアクションでオン・オフを切り替える代わりに「ネットワーク」ポップアップ表示に誘導するようになった - アクションセンターがWindowsストアからのアプリの更新・インストールをユーザーに通知するようになった - Cortanaによる通知を改善 タスクバー - タスクバー時計がカレンダーアプリに統合され、予定を表示可能に - 時計がマルチモニター設定の全てのモニターに表示されるように - 通知数表示アイコンがタスクバーにピンされたUWPアプリで利用可能に - タスクバー設定が設定アプリに移動 - 音量設定が複数の再生デバイスを切り替え可能に 設定アプリ - 設定アプリの全てのページにそれに関連した個別のアイコンが追加された - ペン設定ページにペン調整へのショートカット、ペン使用時にタッチ入力を無効化、Windows Inkワークスペース設定を追加 - アプリがフリーズしたときにリセットされるようになった - Windows Insider Program設定が1つのページとして実装 ロック画面 - デバイスロック時にメールアドレスが非表示になった - ロック画面のトップにメディアコントロールを表示 |
| 14332.1001 rs1_release                      | Fast リング: 2016年4月26日                                                                  | ユーザー・エクスペリエンス全般 - Bash on Ubuntu on Windowsの改善 - スタンバイ移行時のバッテリ寿命安定化 - Cortana通知がWindows共有コントラクトを使うアプリを共有対象に - CortanaでOffice 365コンテンツを検索できるようになった - 中国語IMEの安定性向上 コマンドプロンプト - 高DPIディスプレイのスケーリング改善 - フォント選択の改善 - 国際言語文字のレンダリング改善 - カーソル描画・非表示の改善 - 背景カラー描画の改善 - nanoおよびEmacsエディターのスクロール改善 |
| 14342.1000 rs1_release                      | Fast リング: 2016年5月10日 Slow リング: 2016年5月18日                                       | ユーザー・エクスペリエンス全般 - Bash on Ubuntu on Windowsに関わるWindows Subsystem for Linuxの改善 - Skype UWPプレビューアプリにダークモードを追加 - 異なるSkypeアカウント間の切り替えが可能に - Windows Inkワークスペースアイコンの更新 - アクションセンター通知の中クリックを無効化 - フィードバックのカテゴリ関連付けを補助する、Feedback Hubの改善 - 認証UIがユーザー名とパスワード欄への貼り付け（ペースト）をサポート - 設定アプリページアイコンの一貫性を改善 - ロック画面のCortanaのアニメーションを改善 - Screen Sketchの画像切り抜きを改善 - 「場所を設定」通知で通知のタップしたところを規定の場所に設定する機能を追加 - IME設定ページに「入力履歴を消去」オプションを追加 - Wi-Fi Senseを削除 Microsoft Edge - 全ての拡張機能がローカルフォルダーに展開せずWindowsストアから直接ダウンロードできるようになった - 許可されたウェブサイトがアクションセンターを通じて通知を送信できるようになった - Windows 10 Mobileのように、次へ・前へのスワイプ操作が追加された |
| 14342.1001 rs1_release                      | Fast リング: 2016年5月18日 Slow リング: 2016年5月18日                                       | - バグフィックスとパフォーマンス改善 |
| 14352.1002 rs1_release                      | Fast リング: 2016年5月26日                                                                  | ユーザー・エクスペリンス全般 - Windowsゲームバーの全画面サポートを改善 - Feedback HubでMicrosoftの回答が表示されるようになった - エクスプローラーのアイコンデザインを変更 - Enterprise editionへのアップグレードがデータを消去することなくプロダクトキーのみでできるようになった - Windows Defenderに 制限付きの定期的なスキャン を追加 - Groove Musicカタログの楽曲をCortanaで再生できるようになった Windows Ink - ユーザーが許可した場合に、電話番号またはメールアドレスを入力・連絡先に転送可能になった - 定規（ルーラー）にコンパスを追加 - Escをタップまたは⊞ Winキーの組み合わせでスケッチパッドを閉じるようになった - 現在のキャンバスに多くのインクを描いたとき、スケッチパッドがより綺麗に開くようになった - 付箋の更新：タスクバーまたはタスクビューのアプリに重ねたときに、アプリ名の横に小さく付箋アイコンが表示されるようになったTask View - スケッチパッドとScreen Sketchにおいて、非ペンデバイスのタッチインクが既定でオンになった |
| 14361.0 rs1_release                         | Fast リング: 2016年6月8日                                                                   | ユーザー・エクスペリエンス全般 - 設定アプリのナビゲーションパネルがメイン画面と同じ色になった - 現在の設定ページが目立つ色でハイライトされるようになった - アクションセンターのネットワークアイコンとBlu-rayアイコンが他のWindows 10アイコンと親和性を高めるよう更新された - Windowsのアクティブ時間が10から12に増加した - Microsoft Edgeのダウンロード通知の表示形式を改善 - アクションセンターの通知のアイコンが64x64から48x48に縮小 - Cortanaの音声認識能力を改善 - Windows Defenderでスキャンが行われていない時にノーマルモードで再通知が表示される問題を修正 - タスクバーのカレンダー時計を表示するキーボードショートカットを追加(⊞ Win+⎇ Alt+D) - Windows上でDockerをネイティブに動作させることができる「Hyper-Vコンテナ」を追加 スタートメニュー - スタートメニュートップの空白部分を削減 - スタートメニューのスクロールバーにマウスを乗せていないときは隠れるようになった Windows Ink - ルーラーがSurface Bookディスプレイの対角線におよぶ長さになった - タッチインクアイコンがWindows Inkワークスペースアイコンのように、より綺麗になった - スケッチパッドのサムネイル読み込みパフォーマンスを改善 - スケッチパッドの「全てを消去」オプションをより目立つ場所に移動 |
| 14366.0 rs1_release                         | Fast リング: 2016年6月14日 Slow リング: 2016年6月17日                                       | - Windows Inkワークスペースアイコンを他の通知エリアのアイコンとの親和性を高めるように作成 - Cortanaの右クリックメニューに「ファイルの場所を開く」オプションを追加 - スタートの「最近追加された」セクションを全てのアプリ一覧の「よく使われた」セクションの上に移動 - モバイルホットスポットの設定ページで、名前、IPアドレス、MACアドレスを選択・コピーできるようになった |
| 14367 rs1_release                           | Fast リング: 2016年6月16日                                                                  | - ⊞ Win+Fキーを使ってFeedback Hubにスクリーンショットを撮影・アップロードできるようになった - 手書き認識の対応言語に23言語を追加 - クロスデバイス通知の信頼性を向上 - アクションセンターのクイックアクションをオン・オフボタンで有効・無効に設定できるようになった - 設定アプリ内の更新とセキュリティ、Windows Update、回復アイコンをアクションを反映するものに更新 - 日本語IME使用時に⊞ Win+⇧ Shift+Pキーでプライベートモードのオンオフを切り替えられるようになった - 小型デバイスの縦画面表示中に日本語12キー・キーボードの幅を広くした |
| 14371.0 rs1_release                         | Fast リング: 2016年6月22日                                                                  | - Windowsアクティベーショントラブルシューティングの改善 - ユーザーがMicrosoftアカウントにデジタルライセンス認証を関連付けできるようになった - 日本語IME変換の学習速度と予測品質を改善 - ファイルのダウンロードアニメーションを改修 - 100%以外のDPI設定環境での、サウンドおよびネットワークアイコンの解像度を向上 - アクションセンターにて通知が削除された時のアニメーションを追加 - アクションセンターの信頼性を向上 |
| 14372.0 rs1_release                         | Fast リング: 2016年6月23日 Slow リング: 2016年6月28日                                       | - 全般的なバグフィックスと改善 |
| 14376.0 rs1_release                         | Fast リング: 2016年6月28日                                                                  | - ナレーターでボリュームボタンをサポート - ロック画面でログインするユーザーの名前を繰り返し表示する問題を修正 - マルチモニター構成で高精度タッチパッド使用時、モニター間でスクロールやズーム速度が異なる問題を修正 - Windowsストアのパフォーマンスと信頼性を改善 |
| 14379.0 rs1_release                         | Fast リング: 2016年6月30日                                                                  | - 標準付属アプリやコンポーネントに関するいくつかのバグフィックス |
| 14383.0 rs1_release                         | Fast リング: 2016年7月7日                                                                   | ユーザー・エクスペリエンス全般 - Microsoft Edgeにて、拡張機能サイドバーの「ストアから拡張機能を取得する」より、直接ストアアプリから拡張機能をダウンロードできるようになった。 - Cortanaの呼び出しショートカットキーを⊞ Win+⇧ Shift+Cに変更 バグフィックス - Surface Bookからプライマリディスプレイとして設定された外部モニターを取り外したとき、Surface Bookの画面が横画面でなく縦画面で表示される問題を修正 - 設定アプリについて、タスクバーの画面プレビューにメディアコントロールが表示される問題を修正 - 異なるDPIのモニター間でファイル比較またはライブラリ管理ダイアログをドラッグしたときに、ダイアログが正しく表示されるよう修正 - アプリバーのトグルボタンにて、選択状態の表示に使用されるチェックマークをハイコントラスト環境で見えるように変更 - リモートデスクトップを使ってPCに接続している環境で、リモートデスクトップダイアログの後ろでウィンドウが最大化されると、そのウィンドウの後ろに認証UIが表示される問題を修正 - モニター設定でツールチップが表示された後にExplorer.exeがハングする問題を修正 - Bluetoothマウスのカーソルを動かしたときに加速が均一にならない問題を修正 - Microsoft Edgeのウェブページにて、ナレーターがスキャンモードにあってハイパーリンクのリストをスキャンしているとき、ナレーターがこれらのハイパーリンクを正しく読み上げない問題を修正 - Microsoft EdgeにてLastPass拡張機能を使用時にウェブサイトがメモリリークを起こす問題を修正。 |
| 14385.0 rs1_release                         | Fast リング: 2016年7月9日                                                                   | - Surfaceデバイスの電源効率を改善 - 自動検出されたPCへの画面出力を既定で行わないようにした |
| 14388.0 rs1_release                         | Fast リング: 2016年7月12日 Slow リング: 2016年7月15日                                       | - Windowsストアに関する一般的なバグフィックス - PCをロックして再度ログインしたときにナレーターのキーボードショートカットが機能しない問題を修正 - 設定アプリの「日付と時刻」ページにて、ナレーターが日付と時刻を読み上げるようになった。 - TPMドライバーがWindowsを停止・再起動させる問題を修正 |
| 14390.0 rs1_release                         | Fast リング: 2016年7月15日                                                                  | - 英語版以外の設定アプリにて「開発者向け」ページの「開発者モード」を有効にするとエラーが発生する問題を修正 |
| 14393.0                                     | Fast リング: 2016年7月18日 Slow リング: 2016年7月20日                                       | - スタート、Cortana、アクションセンターの信頼性を向上 - iPodをUSB大容量記憶装置としてマウントできるようになった |
| 14393.3                                     | Fast リング: 2016年7月22日 Slow リング: 2016年7月22日                                       | - いくつかのWindowsタブレットにおいてキーボード入力が横向きに正しく回転しない問題を修正 - コネクテッドスタンバイのシステムでWindows Updateが遅延しないようになった - いくつかのストアアプリで韓国語IMEのテキスト入力に関する問題を修正 - ライセンスの問題でストアアプリが起動しなくなる問題を修正 - 動的データ交換を使った内部プロセス間通信の同期に関する問題を修正 |
| 14393.5                                     | Fast リング: 2016年7月25日 Slow リング: 2016年7月28日 Release Preview リング: 2016年7月28日 | - AdBlockやLastPass拡張機能を使用しているMicrosoft Edgeでパフォーマンスが低下しないようになった - デバイスがアイドル状態中にCPUプロセッサーが動作することでバッテリを消費する問題を修正 - 近接センサーが常に動作することでモバイルデバイスのバッテリを消費する問題を修正 - PC上の韓国語IMEでいくつかのカスタムTSF3エディットコントロールが正しい構成でない問題を修正 - 検索またはいくつかのストアアプリでテキストが入力できなくなる問題を修正 |

| Windows 10 バージョン 1607 の公開後の更新 | Windows 10 バージョン 1607 の公開後の更新 | Windows 10 バージョン 1607 の公開後の更新                                                                           | Windows 10 バージョン 1607 の公開後の更新 |
| OSビルド                                  | KB番号                                    | リリース日 | 概要 |
| ----------------------------------------- | ----------------------------------------- | --- | --- |
| 14393.10                                  | KB3176929                                 | Fast リング: 2016年8月1日 Slow リング: 2016年8月1日 Release Preview リング: 2016年8月1日 一般リリース: 2016年8月2日 | バージョン 1607の最初の安定版。 ユーザー・エクスペリエンス全般 - Microsoft Edgeのバックグラウンドタスクと拡張機能の信頼性を向上 バグフィックス - キーボードドックを接続後、ディスプレイの向きを変更できなくなる問題を修正 - XAMLアプリがキーボード入力を受け付けなくなる場合がある問題を修正 - イベントログが巨大な仮想領域を作成しないようになった - Windows 10 Mobileデバイスがアイドル状態または画面オフの状態で必要以上の電力を消費しないようになった - Cortana、Microsoft Query、Microsoft Excelとの互換性および韓国語IMEに関する追加の問題を修正 |
| 14393.51                                  | KB3176495                                 | Fast リング: 2016年8月9日 Slow リング: 2016年8月9日 Release Preview リング: 2016年8月9日 一般リリース: 2016年8月9日 | - 品質の向上とセキュリティの強化 - Fast リングは8月11日よりバージョン 1703のプレビュー版に移行したため、このビルドがバージョン 1607の最後の配信となった。 |
| 14393.82                                  | KB3176934                                 | Slow リング: 2016年8月23日 Release Preview リング: 2016年8月23日 一般リリース: 2016年8月23日                        | - 品質の向上 |
| 14393.105                                 | KB3176938                                 | Slow リング: 2016年8月31日 Release Preview リング: 2016年8月31日 一般リリース: 2016年8月31日                        | - 品質の向上 |
| 14393.187                                 | KB3189866                                 | Slow リング: 2016年9月13日 Release Preview リング: 2016年9月13日 一般リリース: 2016年9月13日                        | - 品質の向上とセキュリティの強化 |
| 14393.187                                 | KB3193494                                 | Slow リング: 2016年9月20日 Release Preview リング: 2016年9月20日 一般リリース: 2016年9月20日                        | - 品質の向上とセキュリティの強化 - 前回の更新プログラムでネットワーク転送に問題が発生し、全デバイスに行き渡らなかったため、再度配信したのがこの更新である。内容・ビルドは前回の更新プログラムと同一。 |
| 14393.222                                 | KB3194496                                 | Slow リング: 2016年9月29日 Release Preview リング: 2016年9月29日 一般リリース: 2016年9月29日                        | - 品質の向上 - Slow リングは10月5日よりバージョン 1703のプレビュー版に移行したため、このビルドがバージョン 1607の最後の配信となった。 |
| 14393.223                                 | KB3197356                                 | Release Preview リング: 2016年10月6日 一般リリース: 2016年10月6日                                                   | - 品質の向上 |
| 14393.321                                 | KB3194798                                 | Release Preview リング: 2016年10月11日 一般リリース: 2016年10月11日                                                 | - 品質の向上とセキュリティの強化 |
| 14393.351                                 | KB3197954                                 | Release Preview リング: 2016年10月27日 一般リリース: 2016年10月27日                                                 | - 品質の向上 |
| 14393.447                                 | KB3200970                                 | Release Preview リング: 2016年11月8日 一般リリース: 2016年11月8日                                                   | - 品質の向上とセキュリティの強化 |
| 14393.479                                 | KB3201845                                 | Release Preview リング: 2016年12月9日 一般リリース: 2016年12月9日                                                   | - 品質の向上 |
| 14393.576                                 | KB3206632                                 | Release Preview リング: 2016年12月9日 一般リリース: 2016年12月13日                                                  | - 品質の向上とセキュリティの強化 |
| 14393.693                                 | KB3213986                                 | Release Preview リング: 2017年1月10日 一般リリース: 2017年1月10日                                                   | - 品質の向上とセキュリティの強化 |
| 14393.726                                 | KB3216755                                 | Release Preview リング: 2017年1月26日 一般リリース: 2017年1月26日                                                   | - 品質の向上 |
| 14393.953                                 | KB4013429                                 | Release Preview リング: 2017年3月14日 一般リリース: 2017年3月14日                                                   | - 品質の向上とセキュリティの強化 |
| 14393.969                                 | KB4015438                                 | Release Preview リング: 2017年3月20日 一般リリース: 2017年3月20日                                                   | - 品質の向上 |
| 14393.970                                 | KB4016635                                 | Release Preview リング: 2017年3月22日 一般リリース: 2017年3月22日                                                   | - 品質の向上 - Release Preview リングは3月30日よりバージョン 1703に移行したため、このビルドがバージョン 1607の最後の配信となった。 |
| 14393.1066                                | KB4015217                                 | 一般リリース: 2017年4月11日                                                                                         | - 品質の向上とセキュリティの強化 |
| 14393.1198                                | KB4019472                                 | 一般リリース: 2017年5月9日                                                                                          | - 品質の向上とセキュリティの強化 |
| 14393.1230                                | KB4023680                                 | 一般リリース: 2017年5月26日                                                                                         | - 品質の向上 |
| 14393.1358                                | KB4022715                                 | 一般リリース: 2017年6月13日                                                                                         | - 品質の向上とセキュリティの強化 |
| 14393.1378                                | KB4022723                                 | 一般リリース: 2017年6月27日                                                                                         | - 品質の向上 |
| 14393.1480                                | KB4025339                                 | 一般リリース: 2017年7月11日                                                                                         | - 品質の向上とセキュリティの強化 |
| 14393.1532                                | KB4025334                                 | 一般リリース: 2017年7月18日                                                                                         | - 品質の向上 |
| 14393.1537                                | KB4038220                                 | 一般リリース: 2017年8月7日                                                                                          | - 品質の向上 |
| 14393.1593                                | KB4034658                                 | 一般リリース: 2017年8月8日                                                                                          | - 品質の向上とセキュリティの強化 |
| 14393.1613                                | KB4034661                                 | 一般リリース: 2017年8月16日                                                                                         | - 品質の向上 |
| 14393.1670                                | KB4039396                                 | 一般リリース: 2017年8月28日                                                                                         | - 品質の向上 |
| 14393.1715                                | KB4038782                                 | 一般リリース: 2017年9月12日                                                                                         | - 品質の向上とセキュリティの強化 |
| 14393.1737                                | KB4038801                                 | 一般リリース: 2017年9月25日                                                                                         | - 品質の向上 |
| 14393.1770                                | KB4041691                                 | 一般リリース: 2017年10月10日                                                                                        | - 品質の向上とセキュリティの強化 |
| 14393.1794                                | KB4041688                                 | 一般リリース: 2017年10月17日                                                                                        | - 品質の向上 |
| 14393.1797                                | KB4052231                                 | 一般リリース: 2017年11月2日                                                                                         | - 品質の向上 |
| 14393.1884                                | KB4048953                                 | 一般リリース: 2017年11月14日                                                                                        | - 品質の向上とセキュリティの強化 |
| 14393.1914                                | KB4051033                                 | 一般リリース: 2017年11月27日                                                                                        | - 品質の向上 |
| 14393.1944                                | KB4053579                                 | 一般リリース: 2017年12月12日                                                                                        | - 品質の向上とセキュリティの強化 |
| 14393.2007                                | KB4056890                                 | 一般リリース: 2018年1月3日                                                                                          | - 品質の向上とセキュリティの強化 |
| 14393.2034                                | KB4057142                                 | 一般リリース: 2018年1月17日                                                                                         | - 品質の向上 |
| 14393.2068                                | KB4074590                                 | 一般リリース: 2018年2月13日                                                                                         | - 品質の向上とセキュリティの強化 |
| 14393.2097                                | KB4077525                                 | 一般リリース: 2018年2月22日                                                                                         | - 品質の向上 |
| 14393.2125                                | KB4088787                                 | 一般リリース: 2018年3月13日                                                                                         | - 品質の向上とセキュリティの強化 |
| 14393.2155                                | KB4088889                                 | 一般リリース: 2018年3月22日                                                                                         | - 品質の向上 |
| 14393.2156                                | KB4096309                                 | 一般リリース: 2018年3月29日                                                                                         | - 品質の向上 |
| 14393.2189                                | KB4093119                                 | 一般リリース: 2018年4月10日                                                                                         | - 品質の向上とセキュリティの強化 |
| 14393.2214                                | KB4093120                                 | 一般リリース: 2018年4月17日                                                                                         | Enterprise エディション（半期チャネル）、Education エディションおよびLTSB 限定の更新 - 品質の向上 |
| 14393.2248                                | KB4103723                                 | 一般リリース: 2018年5月8日                                                                                          | Enterprise エディション（半期チャネル）、Education エディションおよびLTSB 限定の更新 - 品質の向上とセキュリティの強化 |
| 14393.2273                                | KB4103720                                 | 一般リリース: 2018年5月17日                                                                                         | Enterprise エディション（半期チャネル）、Education エディションおよびLTSB 限定の更新 - 品質の向上 |
| 14393.2312                                | KB4284880                                 | 一般リリース: 2018年6月12日                                                                                         | Enterprise エディション（半期チャネル）、Education エディションおよびLTSB 限定の更新 - 品質の向上とセキュリティの強化 |
| 14393.2339                                | KB4284833                                 | 一般リリース: 2018年6月21日                                                                                         | Enterprise エディション（半期チャネル）、Education エディションおよびLTSB 限定の更新 - 品質の向上 |
| 14393.2363                                | KB4338814                                 | 一般リリース: 2018年7月10日                                                                                         | Enterprise エディション（半期チャネル）、Education エディションおよびLTSB 限定の更新 - 品質の向上とセキュリティの強化 |
| 14393.2368                                | KB4345418                                 | 一般リリース: 2018年7月16日                                                                                         | Enterprise エディション（半期チャネル）、Education エディションおよびLTSB 限定の更新 - 品質の向上 |
| 14393.2395                                | KB4338822                                 | 一般リリース: 2018年7月24日                                                                                         | Enterprise エディション（半期チャネル）、Education エディションおよびLTSB 限定の更新 - 品質の向上 |
| 14393.2396                                | KB4346877                                 | 一般リリース: 2018年7月30日                                                                                         | Enterprise エディション（半期チャネル）、Education エディションおよびLTSB 限定の更新 - 品質の向上 |
| 14393.2430                                | KB4343887                                 | 一般リリース: 2018年8月14日                                                                                         | Enterprise エディション（半期チャネル）、Education エディションおよびLTSB 限定の更新 - 品質の向上とセキュリティの強化 |
| 14393.2457                                | KB4343884                                 | 一般リリース: 2018年8月30日                                                                                         | Enterprise エディション（半期チャネル）、Education エディションおよびLTSB 限定の更新 - 品質の向上 |
| 14393.2485                                | KB4457131                                 | 一般リリース: 2018年9月11日                                                                                         | Enterprise エディション（半期チャネル）、Education エディションおよびLTSB 限定の更新 - 品質の向上とセキュリティの強化 |
| 14393.2517                                | KB4457127                                 | 一般リリース: 2018年9月20日                                                                                         | Enterprise エディション（半期チャネル）、Education エディションおよびLTSB 限定の更新 - 品質の向上 |
| 14393.2551                                | KB4462917                                 | 一般リリース: 2018年10月9日                                                                                         | Enterprise エディション（半期チャネル）、Education エディションおよびLTSB 限定の更新 - 品質の向上とセキュリティの強化 |
| 14393.2580                                | KB4462928                                 | 一般リリース: 2018年10月18日                                                                                        | Enterprise エディション（半期チャネル）、Education エディションおよびLTSB 限定の更新 - 品質の向上 |
| 14393.2608                                | KB4467691                                 | 一般リリース: 2018年11月13日                                                                                        | Enterprise エディション（半期チャネル）、Education エディションおよびLTSB 限定の更新 - 品質の向上とセキュリティの強化 |
| 14393.2639                                | KB4467684                                 | 一般リリース: 2018年11月27日                                                                                        | Enterprise エディション（半期チャネル）、Education エディションおよびLTSB 限定の更新 - 品質の向上 |
| 14393.2665                                | KB4471321                                 | 一般リリース: 2018年12月11日                                                                                        | Enterprise エディション（半期チャネル）、Education エディションおよびLTSB 限定の更新 - 品質の向上とセキュリティの強化 |
| 14393.2670                                | KB4483229                                 | 一般リリース: 2018年12月19日                                                                                        | Enterprise エディション（半期チャネル）、Education エディションおよびLTSB 限定の更新 - 品質の向上 |
| 14393.2724                                | KB4480961                                 | 一般リリース: 2019年1月8日                                                                                          | Enterprise エディション（半期チャネル）、Education エディションおよびLTSB 限定の更新 - 品質の向上とセキュリティの強化 |
| 14393.2791                                | KB4487026                                 | 一般リリース: 2019年2月12日                                                                                         | Enterprise エディション（半期チャネル）、Education エディションおよびLTSB 限定の更新 - 品質の向上とセキュリティの強化 |
| 14393.2828                                | KB4487006                                 | 一般リリース: 2019年2月19日                                                                                         | Enterprise エディション（半期チャネル）、Education エディションおよびLTSB 限定の更新 - 品質の向上 |
| 14393.2848                                | KB4489882                                 | 一般リリース: 2019年3月12日                                                                                         | Enterprise エディション（半期チャネル）、Education エディションおよびLTSB 限定の更新 - 品質の向上とセキュリティの強化 |
| 14393.2879                                | KB4489889                                 | 一般リリース: 2019年3月19日                                                                                         | Enterprise エディション（半期チャネル）、Education エディションおよびLTSB 限定の更新 - 品質の向上 |
| 14393.2906                                | KB4493470                                 | 一般リリース: 2019年4月9日                                                                                          | Enterprise エディション（半期チャネル）、Education エディションおよびLTSB 限定の更新 - 品質の向上とセキュリティの強化 - このビルドをもって、バージョン 1607のサポートは終了した。（LTSBを除く） |